# Аколан
Аколан (фр. Accolans) насеље је и општина у источној Француској у региону Франш-Конте, у департману Ду која припада префектури Монбелијар.
По подацима из 2011. године у општини је живело 100 становника, а густина насељености је износила 19,31 становника/km². Општина се простире на површини од 5,18 km². Налази се на средњој надморској висини од 424 метара (максималној 532 m, а минималној 360 m).

## Демографија
| 1962. | 1968. | 1975. | 1982. | 1990. | 1999. | 2011. |
| ----- | ----- | ----- | ----- | ----- | ----- | ----- |
| 66    | 84    | 85    | 84    | 84    | 79    | 100   |

График промене броја становника у току последњих година